# Martin E. Dempsey

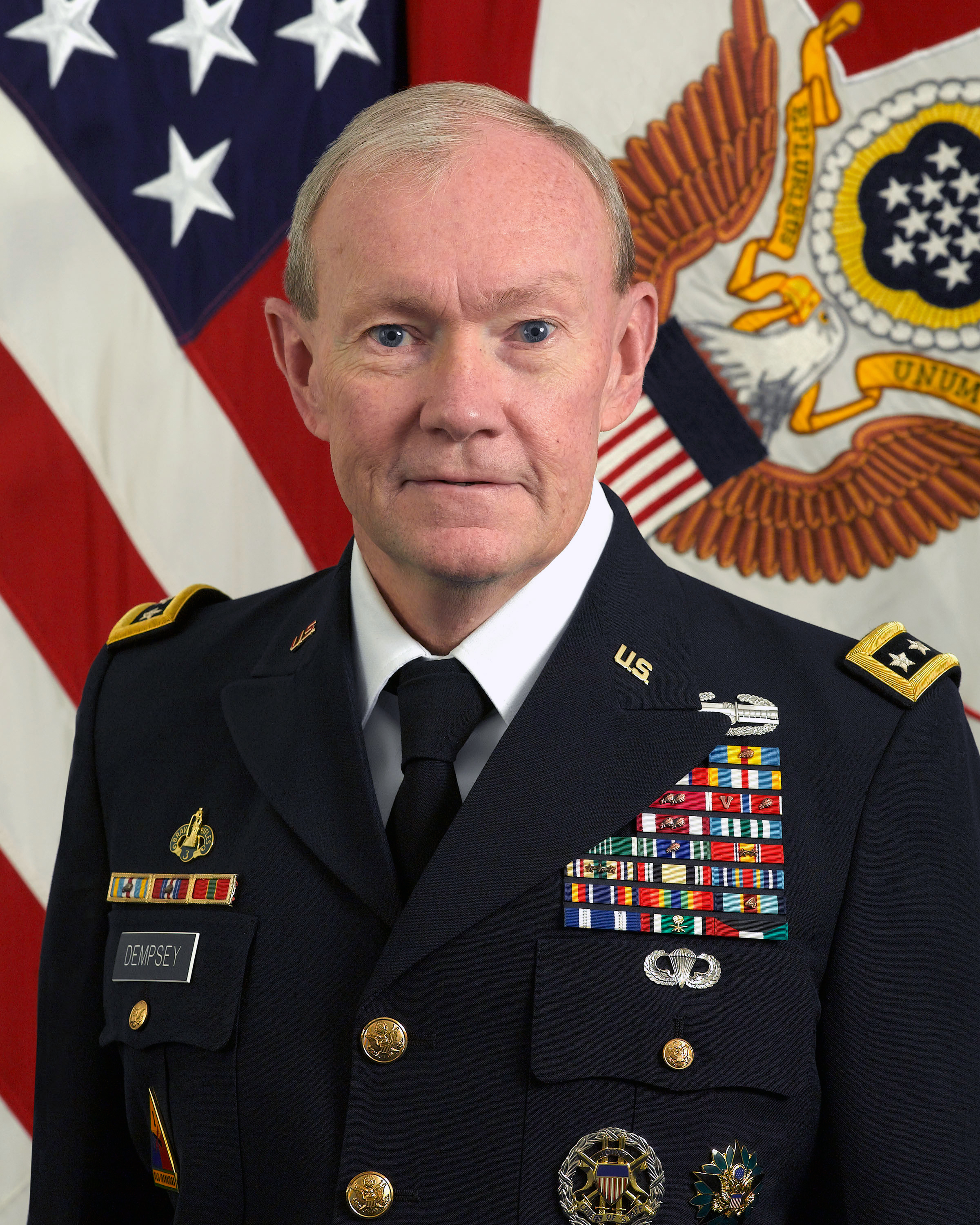
General Martin Edward Dempsey (2011)

Martin Edward Dempsey (* 14. März 1952) ist ein General der US Army im Ruhestand und war vom 1. Oktober 2011 bis zum 25. September 2015 Vorsitzender des Vereinigten Generalstabs der Streitkräfte der Vereinigten Staaten (engl. Chairman of the Joint Chiefs of Staff, kurz: CJCS) und damit aufgrund seiner Dienststellung höchstrangiger General der US-amerikanischen Streitkräfte. Zuvor war er vom 11. April 2011 bis zum 7. September 2011 Chief of Staff of the Army.

## Militärische Laufbahn
Martin E. Dempsey absolvierte die US Military Academy in West Point und erhielt am 5. Juni 1974 sein Offizierspatent als Second Lieutenant der US Army. Vom Januar 1975 bis September 1977 war er als Zugführer eines Platoons der 1. Schwadron des 2. US-Kavallerieregiments, 7. US-Armee/US Army Europe in Deutschland eingesetzt und wurde während dieser Zeit, am 5. Juni 1976, zum First Lieutenant befördert. Anschließend diente er in derselben Staffel bis zum Juni 1978 als Personaloffizier (S-1).
Nach seiner Rückkehr in die Vereinigten Staaten wurde Dempsey am 8. August 1978 zum Captain befördert und absolvierte bis zum Januar 1979 die erweiterte Ausbildung für Panzeroffiziere an der US Army Armor School in Fort Knox, Kentucky. Nach dieser Ausbildung wurde er nach Fort Carson, Colorado, zur 4. US-Infanteriedivision versetzt und diente dort zuerst als Technischer Offizier und anschließend bis zum Oktober 1980 als Zugführer in der 1. Kompanie des 10. US-Kavallerieregiments. Er blieb in dieser und übernahm bis zum Juni 1981 den Posten des XO Einsatzoffizier und danach schließlich bis Juli 1982 das Kommando.
Vom August 1982 bis zum Mai 1984 absolvierte Dempsey ein Studium an der Duke University in Durham, North Carolina. Vom Juni 1984 bis zum Juli 1987 war er Ausbilder und später Assistenzprofessor im Fachbereich Englisch an der US Military Academy in West Point. Während dieser Zeit wurde er am 1. September 1985 zum Major befördert. Danach nahm er selbst wieder auf der Schulbank Platz und absolvierte bis zum Juni 1988 die Generalstabsausbildung am Command and General Staff College in Fort Leavenworth, Kansas.
Im Juli 1988 folgte dann eine weitere Auslandsverwendung in Deutschland, diesmal als S3 Operationsstabsoffizier des 4. Bataillons, 67. US-Panzerregiment, 3. US-Panzerdivision. Vom September 1989 bis zum Mai 1991 diente Dempsey in gleicher Verwendung in der 3. Brigade, 3. US-Panzerdivision und nahm in dieser Zeit auch an den Operationen Desert Shield/Storm teil. Am 1. April 1991 wurde er zum Lieutenant Colonel befördert und übernahm im Juli das Kommando des Bataillons, das mit dem übergeordneten Regiment der 1. Brigade der 1. US-Panzerdivision in Deutschland unterstellt wurde. Nach seiner Rückkehr in die Vereinigten Staaten übernahm er im Juli 1993 den Posten des Leiters des Offizierpersonaldirektorat im Personalkommando der US Army in Alexandria, Virginia, das für die Panzertruppen zuständig ist. Vom August 1995 bis zum Juni 1996 absolvierte Dempsey eine Fortbildung am National War College in Fort Lesley J. McNair in Washington, D.C. und wurde während dieser Zeit, am 1. September 1995, zum Colonel befördert.
Anschließend übernahm Dempsey wieder ein Truppenkommando und kommandierte bis zum Juli 1998 das 3. US-Kavallerieregiment in Fort Carson, Colorado. Vom Juli 1998 bis zum Oktober 1999 war Dempsey im Joint Staff im Verteidigungsministerium der Vereinigten Staaten eingesetzt und diente dort als assistierender stellvertretender Direktor für politisch-militärische Zusammenarbeit, zuständig für Europa und Afrika (J-5). Im Anschluss wurde er dem Vorsitzenden der Joint Chiefs of Staff General Henry H. Shelton als Assistent unterstellt, diente in dieser Verwendung bis zum August 2001 und wurde währenddessen am 1. August zum Brigadier General befördert.
Im September 2001 folgte abermals eine Auslandsverwendung, diesmal in Saudi-Arabien als Programm-Manager des Modernisierungsprogramms der saudischen Nationalgarde. Im Juni 2003 übernahm er die 1. US-Panzerdivision von Ricardo S. Sánchez und kommandierte diese auch im Irak-Krieg. In dieser Verwendung wurde er am 1. September 2004 zum Major General befördert. Im August 2005 übernahm er im Irak, am 8. September zum Lieutenant General ernannt, das Kommando über das Multi-National Security Transition Command Iraq von David H. Petraeus, verblieb in dieser Position bis zum Mai 2007 und war damit verantwortlich für den weiteren Aufbau und die Ausbildung der irakischen Sicherheitskräfte. Danach wurde er auf die MacDill Air Force Base in Florida versetzt und dient dort als stellvertretender Kommandeur des US Central Command (CENTCOM), zuständig u. a. für den Nahen Osten.
Im Februar 2008 wurde Dempsey dann als Nachfolger von David D. McKiernan als Befehlshaber der 7. US-Armee/US Army Europe nominiert und am 13. März vom US-Senat bestätigt. Nach dem Rücktritt seines CENTCOM-Vorgesetzten Admiral William J. Fallon übernahm Dempsey jedoch am 28. März 2008 vorübergehend diesen Posten. Im April 2008 wurde General David H. Petraeus als Kommandeur des CENTCOM nominiert. Im Juli wurde die Nominierung jedoch geändert und Dempsey für den Posten des Befehlshabers des US Army Training and Doctrine Command (TRADOC) ausgewählt, was am 23. Juli vom US-Senat bestätigt wurde. Am 31. Oktober 2008 übergab Dempsey auf der MacDill Air Force Base in Florida das Kommando über CENTCOM an Petraeus. Am 8. Dezember 2008 übernahm er von William S. Wallace das Kommando über das TRADOC und wurde zudem zum General ernannt. Dieses Kommando gab er am 29. März an General Robert W. Cone ab.
Dempsey selbst übernahm am 11. April 2011 von George W. Casey, Jr. den Posten als 37. Chief of Staff of the Army. Am 7. September 2011 folgte Raymond T. Odierno ihm nach.
Vom 30. September 2011 bis zum 30. September 2015 war er Vorsitzender des Vereinigten Generalstabs der Streitkräfte der Vereinigten Staaten (engl. Chairman of the Joint Chiefs of Staff, kurz: CJCS).

## Auszeichnungen
Auswahl der Dekorationen, sortiert in Anlehnung der Order of Precedence of Military Awards:
- Defense Distinguished Service Medal (3 ×)
- Army Distinguished Service Medal (6 ×)
- Navy Distinguished Service Medal
- Air Force Distinguished Service Medal
- Coast Guard Distinguished Service Medal
- Defense Superior Service Medal
- Legion of Merit (3 ×)
- Bronze Star (2 ×)
- Meritorious Service Medal (3 ×)
- Joint Service Commendation Medal
- Army Commendation Medal
- Army Achievement Medal (2 ×)
- National Defense Service Medal (3 x)
- Southwest Asia Service Medal (4 ×)
- Iraq Campaign Medal
- Global War on Terrorism Expeditionary Medal
- Global War on Terrorism Service Medal
- Kommandeur der französischen Ehrenlegion (2014)
- Großes Verdienstkreuz mit Stern des Verdienstordens der Bundesrepublik Deutschland (2015)

### Beförderungen
| Rangabzeichen      | Rang               | Beförderungsdatum |
| ------------------ | ------------------ | ----------------- |
| Second Lieutenant  | Second Lieutenant  | 5. Juni 1974      |
| First Lieutenant   | First Lieutenant   | 5. Juni 1976      |
| Captain            | Captain            | 8. August 1978    |
| Major              | Major              | 1. September 1985 |
| Lieutenant Colonel | Lieutenant Colonel | 1. April 1991     |
| Colonel            | Colonel            | 1. September 1996 |
| Brigadier General  | Brigadier General  | 1. August 2001    |
| Major General      | Major General      | 1. September 2004 |
| Lieutenant General | Lieutenant General | 8. September 2005 |
| General            | General            | 8. Dezember 2008  |